# 安士伟
安士伟（1919年4月15日—1998年7月14日），经名萨利赫，男，回族，直隶（今河北）保定人，中国伊斯兰教阿訇，曾任中国伊斯兰教协会会长。

## 生平
安士伟出生在一个贫寒家境。9岁进清真寺学习伊斯兰教经典，此后到河北省各地以及沈阳、北平（今北京）等地的清真寺学经。1948年7月学成并“穿衣挂幛”，获聘为北平手帕胡同清真寺教长。后来历任牛街礼拜寺教长、东四清真寺教长，直至临终。
1956年，安士伟当选为中国伊斯兰教协会委员、常委。1979年起当选为北京市伊斯兰教协会第一、二、三届主任、会长。1980年起当选为中国伊斯兰教协会第四、五届副主任、副会长。1993年当选为中国伊斯兰教协会会长。安士伟早年参与了《古兰经》、圣训等的翻译出版工作。1980年代他创办了北京伊斯兰教经学院，并曾任中国伊斯兰教经学院与北京伊斯兰教经学院院长。
1950年，安士伟当选为北京市二区人民代表、政协委员。1954年起，先后当选为北京市、区人大代表、常委和市、区政协委员、常委。1978年起，历任全国政协第五、六、七、八、九届委员会委员、常委以及全国政协宗教组副组长、宗教委员会副主任等。文革结束后，安士伟协助各级人民政府落实中国共产党的民族宗教政策，为清真寺的恢复开放、宗教活动的恢复开展做了很大贡献。1988年起，安士伟还先后兼任中国和平统一促进会常务理事、中国海外交流协会常务理事、中外社会文化交流协会名誉理事等社会职务。
1998年7月14日，安士伟在北京病逝，享年79岁。遗体安葬在北京市回民公墓。